# Nikolaj Komličenko (1995)
Nikolaj Nikolajevič Komličenko (rusky Никола́й Никола́евич Комличе́нко; * 29. června 1995 Plastunovskaja) je ruský profesionální fotbalista, který hraje na pozici útočníka za ruský klub FK Rostov. V roce 2019 odehrál také 3 utkání v dresu ruské reprezentace, ve kterých vstřelil 1 branku.

## Klubová kariéra
Komličenko je odchovancem ruského klubu FK Krasnodar. V roce 2016 hostoval ve Slovanu Liberec. Od července 2017 byl na hostování v českém týmu FK Mladá Boleslav, kam nakonec 1. ledna 2019 přestoupil. V sezoně 2018/19 vstřelil za Mladou Boleslav ve 32 zápasech 29 gólů, čímž překonal rekord české ligy v počtu gólů za sezónu.
V roce 2020 přestoupil do Dynama Moskva za 4,5 mil. eur (cca 100 mil. Kč). Komličenko podepsal v Dynamu smlouvu na 4,5 roku

## Reprezentační kariéra
Nikolaj Komličenko nastupoval za ruské mládežnické reprezentace U19 a U21.
Dne 10. října 2019 odehrál svůj první reprezentační zápas za ruskou reprezentaci, a to proti Skotsku. Svůj první gól za ruskou reprezentaci dal 19. listopadu 2019 v utkání proti San Marinu.

## Klubové statistiky
Aktuální k datu : 26. červen 2021
| Sezóna  | Klub              | Země  | Soutěž  | Zápasy | Góly |
| ------- | ----------------- | ----- | ------- | ------ | ---- |
| 2016/17 | FC Slovan Liberec | Česko | 1. liga | 12     | 3    |
| 2017/18 | FK Mladá Boleslav | Česko | 1. liga | 17     | 4    |
| 2018/19 | FK Mladá Boleslav | Česko | 1. liga | 32     | 29   |
| 2019/20 | FK Mladá Boleslav | Česko | 1.liga  | 15     | 10   |
| 2019/20 | FK Dynamo Moskva  | Rusko | 1.liga  | 11     | 3    |
| 2020/21 | FK Dynamo Moskva  | Rusko | 1.liga  | 25     | 4    |
|         | Celkem            |       |         | 112    | 53   |